# 終極飛盤
飛盤爭奪賽（Ultimate），又稱終極飛盤；是一種將美式足球概念結合到飛盤的團體對抗運動，是一種非肢體接觸性的運動。終極飛盤透過空手跑動和傳接飛盤來移動，並以接盤手進入達陣區取得分數。最基本的規則包括：持有飛盤不可以走動，打落和抄到敵方的傳接都可以奪回控盤權。終極飛盤競賽通常不受風雨的影響，以增加比賽難度與可看性。終極飛盤起源自美國1960年代，競賽中不採用任何裁判，全權由運動員們自行判決與協商，是十分講求體育精神與公平誠實信用的一項運動。隊員犯規或違例時應自行承認，在自己有把握的情況下可否認指認圓夢。雖然在原始規則中不存在裁判，聯盟賽中通常會有「觀察員」在一旁作輔助判決，職業聯盟賽中為避免爭議則會聘請裁判。
至西元2012年，美國的終極飛盤運動員約為510萬人。至今此運動以散播至世界各地，許多校隊、社團、職業隊伍、與國家隊伍陸續成立，有公開賽、女子賽、與混組賽之區分。最近期的世界終極飛盤錦標賽(World Ultimate Club Championship)在2014年七月舉行於義大利萊科，由美國獲得全三賽別冠軍。2016年WFDF世界終極勇氣飛盤錦標賽（2016 WFDF World Ultimate & Guts Championship）於英國倫敦，依然由美國獲得三座冠軍。

## 早期發展
飛盤競賽一開始是由安默斯特學院學生拋擲盛派的錫盤的遊戲衍生而來，英文的飛盤Frisbee一字即從該派的品牌Frisbie衍生而來，在當時塑膠製的遊戲飛盤尚未被發明。1965至66年，安特斯特學院學生Jared Kass、Bob Fein、Richard Jacobson與同校朋友以美式足球、籃球、以及足球規則為靈感開始將此遊戲發展為運動。飛盤越底線得分制、限傳接移動、持盤者定點規則、以及阻攔傳接即攻守交換的規則為現代終極飛盤規則建立雛型。

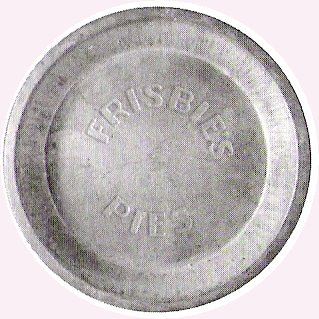
Frisbie牌的派錫盤

Jared Kass 之後將此運動遊戲傳給當時為高中生的喬·西佛，西佛與其他學生沿續發展與推廣此項運動，並在1968年於紐澤西的哥倫比亞高中舉行史上第一場飛盤賽，由該校學生會會員對決校刊社社員。西佛與其同伴也編輯了第一與第二版的終極飛盤規則手冊。1970年哥倫比亞高中與米奧本高中舉行了第一場終極飛盤跨校賽，最後由哥倫比亞高中獲勝，許多當地學校也在之後陸續加入此運動的行列。
這些當地高中的學生畢業後再將此運動傳到的他們的大學，1972年羅格斯大學與普林斯頓大學舉辦了第一場跨大專院校比賽，最後由羅格斯大學以29比27獲得勝利。1975年耶魯大學舉辦了第一場終極飛盤聯賽，再次由羅格斯大學獲得冠軍。同年夏天，世界飛盤錦標賽在加州的玫瑰碗體育場舉行，此運動隨即傳到了美國西岸。同年為了宣傳加拿大多倫多也舉行了加拿大終極飛盤公開賽，1979年起多倫多開始興起終極飛盤聯盟，多倫多終極俱樂部是世界上最早的飛盤聯盟之一。
1977年一月，美國遊戲器材公司Wham-O推出了 “80 Mold” 型號的165克重飛盤。此型號馬上取代了在此之前普遍使用但材質較輕的Master飛盤。Wham-O的飛盤設計賦予盤子更佳的穩定性、準確度、與可控制性，正手(flick)與倒盤槌式(hammer)的拋擲法也因此而更容易達成。儘管Wham-O的80 Mold於1983年正式停產，許多終極飛盤比賽仍然使用該型號做為比賽用盤。1981年飛盤製造商Discraft推出了Ultrastar 175克重飛盤，並於1983年更新版型。此型號在80年代被作為標準盤漸漸取代了Wham-O的產品。1991年，Ultrastar被訂定為美國終極飛盤會(今USA Ultimate 當時簡稱UPA)比賽指定用盤。終極飛盤的風氣漸漸傳開，其自由、輕鬆、不受傳統運動組織拘束的風格吸引了許多人，近年來許多大學終極飛盤隊伍興起也吸引了其他運動的傳統運動員加入，終極飛盤的難度與競爭性質因而逐漸上升。

## 運動協會
1979年年底，美國終極飛盤會(今USA Ultimate 舊稱 UPA)在美國成立，成為第一個運動員自組的終極飛盤組織。在此之前飛盤賽主要是由Wham-O發起的國際飛盤協會(IFA)舉辦。自該年以來，美國終極飛盤會(UPA)每年舉辦區域性與全國性比賽，該協會於2010年改名USA Ultimate，舉行各層級的終極飛系列賽，包括男子組、女子組、混合組與名人組。。2012年，美國成立了兩個職業終極飛盤聯盟:美國終極飛盤聯盟（AUDL）和終極飛盤大聯盟（MLU）。
首屆歐洲錦標賽於1980年在法國巴黎舉行，該年由芬蘭獲得冠軍，英國與瑞典名列亞軍與季軍。1981年歐洲飛盤聯盟(EFDF)成立。首屆世界終極飛盤錦標賽於1983年舉行於瑞典哥德堡，隔年歐洲飛盤聯盟組成新協會以管理國際賽事─世界飛盤總會(WFDF)正式成立。2009年，由歐洲飛盤聯盟(EFDF)與世界飛盤總會(WFDF)衍伸出來的歐洲終極飛盤聯盟(EUF)成為此運動在歐洲的主要管理機構。
第一屆加拿大終極飛盤錦標賽於1987年在首都渥太華舉行，加拿大終極飛盤會(Ultimate Canada)成立於1993年，是此運動在該國的最高管理機構。2006年起，終極飛盤被納入英國大專院校運動，澳洲與英國的學院皆舉辦室內與室外型校際比賽。
國際奧林匹克委員會於2015年八月2日向世界飛盤總會(WFDF)表示認可，並將終極飛盤加入奧運項目。  此外，終極飛盤也是世界運動會的比賽項目之一。

## 規則簡介

終極飛盤標準場地

終極飛盤的得分以一分為一單位，進攻方在對手的得分區接到盤子即算一分。
持盤者不可帶盤走步 (travel)，但可以以一腳為軸心變換角度，換句話說飛盤的移動只能由拋接扔擲進行，而非與人一起前進。進攻的傳接次數並沒有限制，最少次數的情形是持盤者以長傳直接傳至對手得分區，若同隊隊友於得分區合法接到飛盤即獲得一分。相反的，持盤的進攻方也可以在己方隊友間進行無數次傳接，傳接次數與方向皆無限制，只要最後的接盤在對手得分區即可獲得一分。
若傳接時發生漏接、飛盤觸地、傳盤出界、出界接盤、遭敵方空中抄截或拍落，則攻守交換，由方才的防守方進攻另一方向的得分區。
終極飛盤是非肢體接觸性運動，任何有意的碰撞或含肢體接觸的攔阻皆為犯規。防守一方的選手必須在無肢體接觸的情況下攔截對方的傳接，並不可與持盤者搶盤。有意圖的肢體接觸應由選手主動指出犯規，屆時比賽暫停。
一對一防守敵隊的持盤者(稱marking)是合法的，該防守者可高聲數十秒，數至十秒盤仍未由持有者傳出則攻守交換。防守者時必須在敵方持盤者的直徑三公尺內才可數秒，並不可有多於一人防守數秒，此外防守者的手臂必須伸直，不可做環抱狀(wrapping)。
終極飛盤通常不具有裁判，比賽秩序需仰賴運動員自身的精神與誠實，統稱「比賽(運動員)精神」(Spirit of the Game)。若有選手指認(call)犯規，雙方須暫停比賽互相協調，若其中一方在攔阻時犯規，並經由雙方確認犯規，則該攔阻無效，飛盤應交付原傳接動作的接盤員。若雙方無法決定犯規與否，則飛盤須歸還給原傳接動作的傳盤員，所有選手應退回傳盤前的位置，重新進行傳盤。

## 亞洲發展

### 台灣
在臺灣的飛盤爭奪賽處於蓬勃發展的階段，每年會由中華民國飛盤協會舉辦三個月一次的例行賽，還有各縣市的市長盃以及主委盃，另外也有由菲克斯運動股份有限公司旗下的UltiRotate承辦的UCL-UltiRotate Champions League奧帝洛特飛盤聯盟賽。在臺灣也會舉辦國際性的飛盤爭奪賽，像由中華民國飛盤協會舉辦Taiwan Open、俱樂部隊伍Whisby Nation舉辦的Turn up Taiwan(現已停辦)、以及菲克斯運動股份有限公司旗下的UltiRotate承辦的Run to Taiwan等。
以下列出臺灣目前長期出賽的業餘隊以及大專院校的隊伍名稱
業餘隊名(成立年份)：
1.ULTIMAHOLIX-M.I.T(2006)
2.Whisby Nation(2011)
3.豪COOL(2010)
4..Arctic Stars Zone(2012)
5.Supernova(2015)
大專院校隊伍：
國立臺灣體育運動大學、國立體育大學、國立新竹教育大學、國立東華大學、國立臺灣師範大學、國立彰化師範大學、國立中山大學、國立高雄師範大學、國立屏東大學、國立臺北教育大學、台北市立大學、銘傳大學、淡江大學、逢甲大學、大仁科技大學、朝陽科技大學、黎明技術學院、義守大學、真理大學、輔仁大學